# FV101 Scorpion
O FV101 Scorpion ou Alvis Scorpion é um carro de combate blindado de reconhecimento, produzido pela empresa Alvis Car and Engineering Company do Reino Unido, entrou em serviço em 1973 e foi retirado do serviço do Reino Unido em 1994. Está no Guinness Book como o carro de combate de produção mais rápido do mundo com velocidade de 82,23 km/h (51,1 mph) aferida no teste de 26 de março de 2002 na pista de testes de QinetiQ em Chertsey.
|  |  |

## Operadores
- Reino Unido - 1500 unidades
- Bélgica - 701 unidades
- Bolívia - 20 unidades
- Botswana - 60 unidades
- Brunei - 16 unidades
- Chile - 30 unidades
- Honduras - 19 unidades
- Indonésia - 100 unidades
- Irão - 130 unidades
- Irlanda - 14 unidades
- Jordânia - 80 unidades
- Malásia - 26 unidades
- Nova Zelândia - 26 unidades
- Nigéria - 150 unidades
- Omã - 120 unidades
- Filipinas - 65 unidades
- Espanha
- Tailândia - 154 unidades
- Tanzânia - 40 unidades
- Togo - 12 unidades
- Emirados Árabes Unidos - 76 unidades
- Venezuela - 78 unidades